# Choucador de Rüppell
Lamprotornis purpuroptera
Espèce
Statut de conservation UICN

 LC  : Préoccupation mineure
Le choucador de Rüppell (Lamprotornis purpuroptera) est une espèce de passereaux de la famille  des Sturnidae

## Description

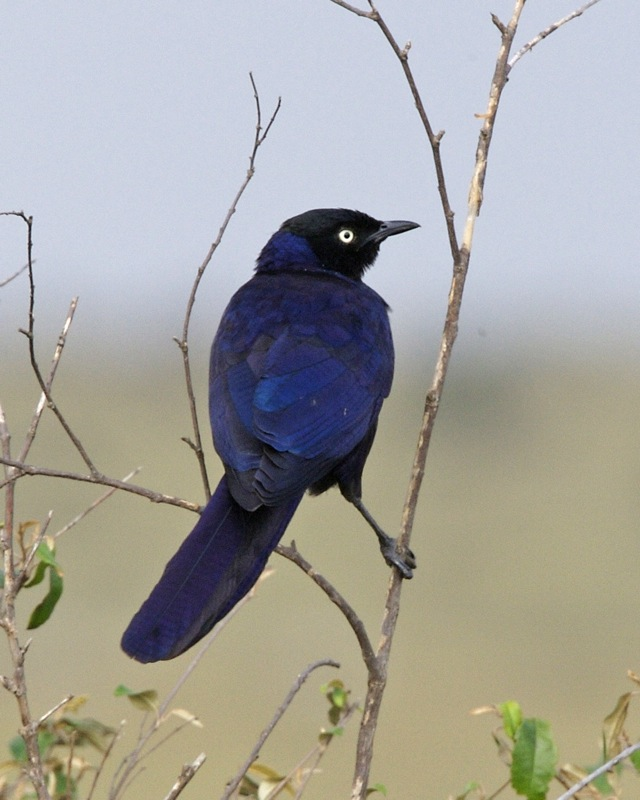
réserve nationale du Masai Mara

Cet oiseau vit en Afrique de l'Est.